# Bielica (województwo zachodniopomorskie)
Bielica – wieś w Polsce położona w województwie zachodniopomorskim, w powiecie szczecineckim, w gminie Biały Bór.
W latach 1975–1998 wieś należała do woj. koszalińskiego.
Przez miejscowość przepływa Biała, niewielka rzeka dorzecza Warty.
W Bielicy działalność duszpasterską prowadzi parafia greckokatolicka Przemienienia Pańskiego.
Inne miejscowości o nazwie Bielica: Bielica